# Callionymus annulatus
Callionymus annulatus är en fiskart som beskrevs av Weber, 1913. Callionymus annulatus ingår i släktet Callionymus och familjen sjökocksfiskar. Inga underarter finns listade.